# Кения на летних Олимпийских играх 2008
Кения на летних Олимпийских играх в Пекине 2008 года завоевала 14 медалей (6 из которых — золотые). Это самый высокий результат за всё время участия Кении в Летних Олимпийских играх с 1956 года.

## Медалисты
| Медаль | Имя спортсмена    | Вид спорта      | Дисциплина                          |
| ------ | ----------------- | --------------- | ----------------------------------- |
|        | Уилфред Бунгей    | Лёгкая атлетика | Бег на 800 м, мужчины               |
|        | Самюэль Ванджиру  | Лёгкая атлетика | Марафон, мужчины                    |
|        | Бримин Кипруто    | Лёгкая атлетика | Бег 3000 м с препятствиями, мужчины |
|        | Памела Джелимо    | Лёгкая атлетика | Бег на 800 м, женщины               |
|        | Нэнси Лангат      | Лёгкая атлетика | Бег на 1500 м, женщины              |
|        | Асбель Кипроп     | Лёгкая атлетика | Бег на 1500 м, мужчины              |
|        | Юнис Джепкорир    | Лёгкая атлетика | Бег 3000 м с препятствиями, женщины |
|        | Элиуд Кипчоге     | Лёгкая атлетика | Бег на 5000 м, мужчины              |
|        | Джанет Джепкосгеи | Лёгкая атлетика | Бег на 800 м, женщины               |
|        | Катрин Ндереба    | Лёгкая атлетика | Марафон, женщины                    |
|        | Эдвин Сой         | Лёгкая атлетика | Бег на 5000 м, мужчины              |
|        | Мика Кого         | Лёгкая атлетика | Бег на 10000 м, мужчины             |
|        | Ричард Матилонг   | Лёгкая атлетика | Бег 3000 м с препятствиями, мужчины |
|        | Альфред Йего      | Лёгкая атлетика | Бег на 800 м, мужчины               |

## Результаты соревнований

### Академическая гребля
В следующий раунд из каждого заезда проходили несколько лучших экипажей (в зависимости от дисциплины). В финал A выходили 6 сильнейших экипажей, остальные разыгрывали места в утешительных финалах B-F.
Мужчины
| Соревнование | Спортсмены            | Предварительный заезд | Предварительный заезд | Предварительный заезд | Отборочный заезд | Отборочный заезд | Отборочный заезд | Четвертьфинал | Четвертьфинал | Четвертьфинал | Полуфинал     | Полуфинал     | Полуфинал     | Финал   | Финал   | Итоговое место |
| Соревнование | Спортсмены            | Заезд                 | Время                 | Место                 | Заезд            | Время            | Место            | Заезд         | Время         | Место         | Заезд         | Время         | Место         | Время   | Место   | Итоговое место |
| ------------ | --------------------- | --------------------- | --------------------- | --------------------- | ---------------- | ---------------- | ---------------- | ------------- | ------------- | ------------- | ------------- | ------------- | ------------- | ------- | ------- | -------------- |
| одиночки     | Мэттью Лидайва Мванге | 1                     | 8:16,09               | 6                     | Не проводится    | Не проводится    | Не проводится    | Не участвовал | Не участвовал | Не участвовал | Полуфинал E/F | Полуфинал E/F | Полуфинал E/F | Финал F | Финал F | 30             |
| одиночки     | Мэттью Лидайва Мванге | 1                     | 8:16,09               | 6                     | Не проводится    | Не проводится    | Не проводится    | Не участвовал | Не участвовал | Не участвовал | 2             | 7:49,17       | 4             | 7:52,59 | 1       | 30             |